# Flora Band
De Flora Band, volledige naam Show- Marching- & Concertband Flora Band Rijnsburg, is een van de vier orkesten binnen de vereniging Flora Band in Rijnsburg, in de Nederlandse provincie Zuid-Holland. De Flora Band is opgericht op 1 augustus 1968 als Tamboer & Trompetterkorps Wilhelmina. Dit als onderdeel van de toenmalige Fanfare Wilhelmina in Rijnsburg. In 1975 werd de vereniging zelfstandig en werd de naam gewijzigd in Drumfanfare Flora Band. De band is vooral bekend om het spelen van (Engelse) marsen, het uniform met Engelse uitstraling en het spelen van aansprekende taptoeshows. Daarom wordt Flora Band Rijnsburg  gezien als de meest Engelse onder de Nederlandse show- en marchingbands.

## Taptoes in binnen en buitenland
De Flora Band speelde op alle grote Nederlandse taptoes, waaronder die van Breda, Delft, Groningen, Leeuwarden en de Nationale Taptoe in Ahoy. Vele buitenlandse reizen stonden op het programma, waaronder 10-daagse trips naar Sicilië (1984) en het kanaaleiland Jersey. Verder trad de Flora Band op in België, Duitsland, Frankrijk, Luxemburg, Zwitserland en het Verenigd Koninkrijk. Een hoogtepunt was de parade door het centrum van Londen tijdens de beroemde Lord Mayor´s Show. De thema´s die de Flora Band voor haar taptoeshows kiest zijn steeds aansprekend voor het publiek. Dit bleek direct al na de eerste met muziek van de Engelse popgroep Queen. Deze werd gevolgd door Beatles in Brass, Songfestival Classics, muziek van Michael Jackson, filmmuziek van James Bond. Vanaf 2016 speelt de Flora Band een show met als passende titel ´Brittains Best´.

## Wereld Muziek Concours Kerkrade
De Flora Band nam t/m 2017 tien keer deel aan het Wereld Muziek Concours in Kerkrade. In 2013 behaalde de Flora Band de tweede plaats op het onderdeel mars (world division). In 2017 behaalde de band, tot vreugde van muzikanten en supporters, de eerste plaats op het onderdeel mars. Met een recordscore[dode link] van maar liefst 95,25 punten mogen de Rijnsburgers zich wereldkampioen Mars noemen. Op het onderdeel show scoorde de Flora Band in 2017 een fraaie zesde plek met haar show ´Brittains Best´.

## Concertband
De Flora Band speelt behalve tijdens parades en taptoes ook graag op het podium. Met verschillende solisten, zangers en zangeressen werd opgetreden, waaronder de Dutch~Divas en George Baker. Voor podiumoptredens worden door bekende arrangeurs speciaal medley´s geschreven die het steeds uitstekend doen bij het publiek.

## Overige orkesten
De vereniging kent behalve de Show- Marching & Concert Band nog drie orkesten. In 1977 werd Jong Flora Band opgericht. Veel jonge muzikanten wisten in de loop der jaren de weg naar de marching band te vinden. In 1968 werd Flora Brass opgericht, een orkest dat inmiddels flink is ingeburgerd. Zij spelen binnen- en buiten concerten en bij herdenkingen. Flora Brass maakte uitstapjes naar o.a. Spanje en Zwitserland. In 2017 zag een vierde orkest het levenslicht. Een aantal oudgedienden van de Flora band startte het orkest Just4Fun. 
- Website Flora Band